# Whangapē Harbour
Whangapē Harbour ist ein Naturhafen in der Region Northland auf der Nordinsel von Neuseeland.

## Geographie
Der Whangapē Harbour befindet sich rund 25 km südlich von Kaitaia und rund 16 km nördlich des Hokianga Harbour an der Westküste der Northland Peninsula. Der Naturhafen besteht aus einem rund 3,7 km langen kanalähnlichen Gewässer, das sich im Landesinneren zu den beiden Flüssen Awaroa River und Rotokakahi River hin, in zwei Arme aufspaltet. Vom Hafeneingang aus, der eine Breite von rund 460 m aufweist, verjüngt sich das Gewässer bis auf eine Breite von 146 m, um nach der Engstelle sich auf rund 1,7 km Breite auszudehnen. Die beiden Arme weisen eine Länge von 2,53 km und 2,15 km auf. Die gesamte Küstenlinie besitzt eine Länge von rund 22 km.
Zu erreichen ist der Whangapē Harbour über zwei Landstraßen, von Kaitaia aus über Herekino und von Osten vom New Zealand State Highway 1 aus über Broadwood.